# Reftele
För andra betydelser, se Reftele (olika betydelser).
Reftele är ett svenskt stationssamhälle i Reftele distrikt i Gislaveds kommun i Jönköpings län.

## Historik
Reftele omnämndes för första gången i skrift 1321, men 4 000 år gamla bosättningar har hittats i trakten.
Det nutida namnet Reftele skrevs 1311 Raeptilae och 1382 Refiglae. Efterleden torde vara en avledning till substantivet hughel, "hög". Förleden är besläktad med raft, "grov käpp".
En viktig arbetsgivare på orten var Skogsfors bruk, som ersatts av ESBE.
Reftele var till 1974 centralort i Reftele kommun.

### Befolkningsutveckling
| Befolkningsutvecklingen i Reftele 1960–2020 | Befolkningsutvecklingen i Reftele 1960–2020 | Befolkningsutvecklingen i Reftele 1960–2020 | Befolkningsutvecklingen i Reftele 1960–2020 | Befolkningsutvecklingen i Reftele 1960–2020 |
| ------------------------------------------- | ------------------------------------------- | ------------------------------------------- | ------------------------------------------- | ------------------------------------------- |
|                                             |                                             |                                             |                                             |                                             |
| År                                          |                                             |                                             | Folkmängd                                   | Areal (ha)                                  |
| 1960                                        | 1960                                        |                                             | 1 027                                       |                                             |
| 1965                                        | 1965                                        |                                             | 1 071                                       |                                             |
| 1970                                        | 1970                                        |                                             | 1 193                                       |                                             |
| 1975                                        | 1975                                        |                                             | 1 301                                       |                                             |
| 1980                                        | 1980                                        |                                             | 1 369                                       |                                             |
| 1990                                        | 1990                                        |                                             | 1 309                                       | 150                                         |
| 1995                                        | 1995                                        |                                             | 1 263                                       | 152                                         |
| 2000                                        | 2000                                        |                                             | 1 329                                       | 161                                         |
| 2005                                        | 2005                                        |                                             | 1 304                                       | 161                                         |
| 2010                                        | 2010                                        |                                             | 1 282                                       | 160                                         |
| 2015                                        | 2015                                        |                                             | 1 289                                       | 186                                         |
| 2020                                        | 2020                                        |                                             | 1 313                                       | 190                                         |
|                                             |                                             |                                             |                                             |                                             |

## Samhället
Reftele ligger genomkorsas av Halmstadsbanan och länsväg 153. En station finns i samhället och banan trafikeras av Krösatåget. År 1901 öppnade den 18 km långa normalspåriga Järnvägslinjen Reftele–Gislaved för allmän trafik och Reftele blev en liten järnvägsknut. Persontrafiken mellan Reftele och Gislaved lades ner 1962. Stationshuset i Reftele är byggt 1876.
Bland samhällets sevärdheter märks Gamla Ölmestadsskolan, numera skol- och bruksmuseet Ölmestad museum med ca 15 000 föremål varav ca 1 000 skolplanscher. Samlingarna utgörs av insamlade objekt från nedlagda skolor i Reftele kommun. Skolan byggdes 1926 och var i bruk fram till 1966. Dagens skolor är Ölmestadsskolan (årskurs 1-9) och naturbruksgymnasiet Stora Segerstad och Värnamo naturbruksgymnasium.
En annan sevärdhet är Reftelse tingshus, byggt 1903-1904. Byggnaden är k-märkt sedan 1973 och byggt efter ritningar av den värnamobaserade byggmästaren John Johnsson. Västbo härads tingsplats har legat i Ölmestad, nu del av samhället Reftele, sedan 1600-talet, och flera tingshus har funnits på orten sedan dess. Tingsrätten upphörde med sin verksamhet i Reftele 1970. Numera huserar frimurarlogen Helios i tingshuset.
I Reftele finns också en hembygdsgård, som utgörs av en mindre gårdsanläggning med enkelstuga, en ladugård och en smedja.

## Brödrahalla (även Brödrahallar)

### Runstenen
Vid Brödrahalla, en kulle strax utanför Reftele, finns en runsten i granit som är 1,2 m hög, 1,7 m bred och 0,2 m djup. Dess inskription sägs lyda "Rolf (?) reste denna sten efter ... och ... sina två söner ... deras själ." Kopplat till stenen finns en sägen om två bröder som skildes åt som barn och sedan dräpte varandra. Stenen stod ursprungligen uppe på kullen, men när man använde kullen som grustag i början av 1800-talet ramlade stenen ner och försvann. Hundra år senare letade en konduktör vid namn F J Eneström upp stenen. Han fann då den skadade runstenen och två ytterligare stenblock, som nu står uppställda nedanför kullen.

### Bondeupproret
År 1616 var bönderna i Reftele upprörda över det ökade skattetrycket, och på häradstinget vid Brödrahalla slogs häradsskrivaren Anders Svensson ihjäl av en uppretad bondeskara. Det var egentligen fogden Lars Andersson man var upprörda på, men då han inte var närvarande vid detta ting riktades ilskan mot hans skrivare. De skyldiga avrättades eller dömdes till böter.  Även fogden Lars Andersson dömdes till döden, men tycks ha benådats.

## Sport
- Reftele GoIF
- Reftele GK
- OK Reftele
- Reftele Tennisklubb
- Reftele Skytteförening

## Kända personer från Reftele
- Johan August Skogsfors
- Samuel Fröler, skådespelare
- Ann-Charlotte Alverfors, författare
- Carl-Johan Seth, skådespelare, regissör och författare
- Emma Örtlund, skådespelare

## Galleri

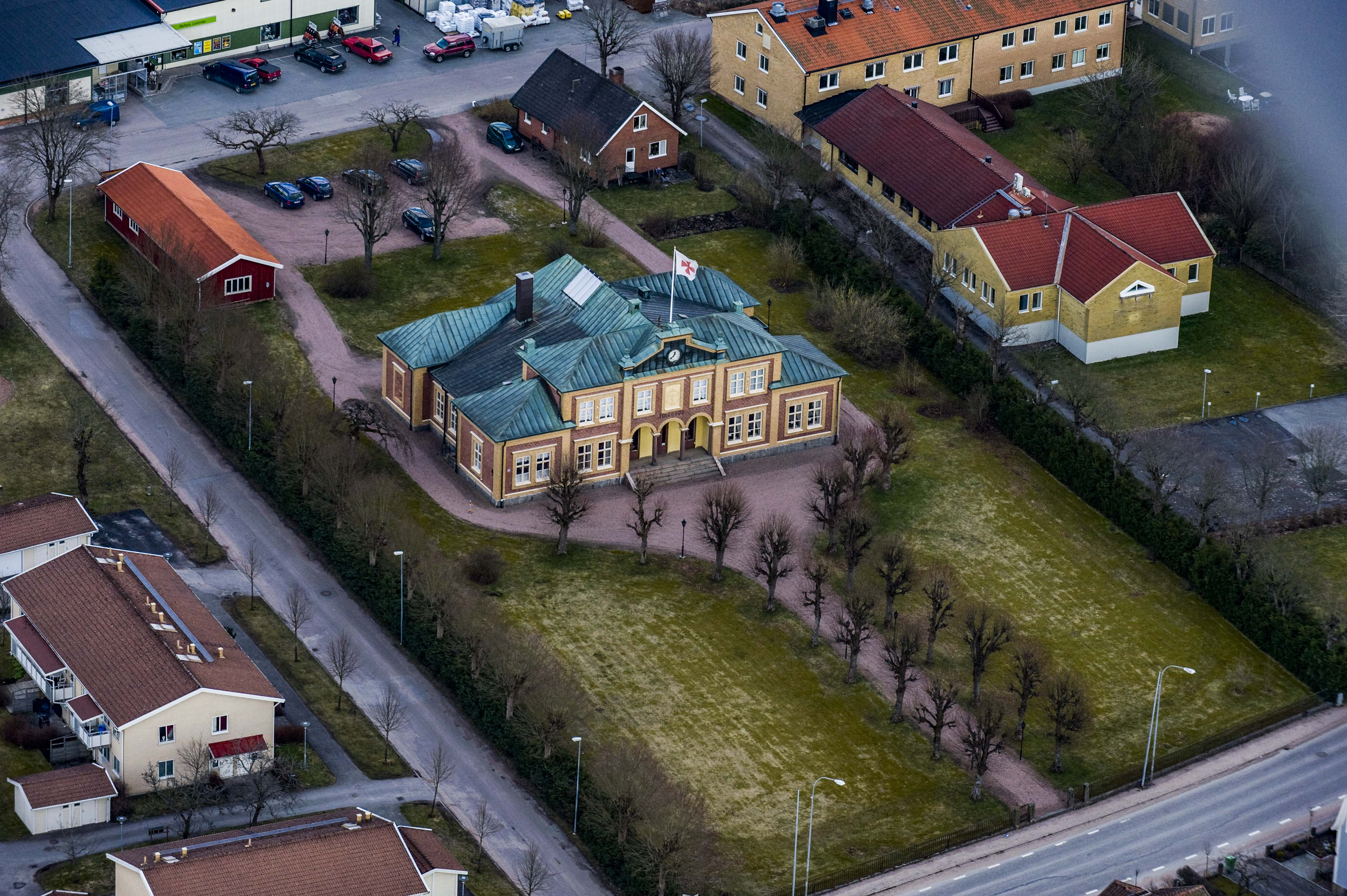
Tingshuset
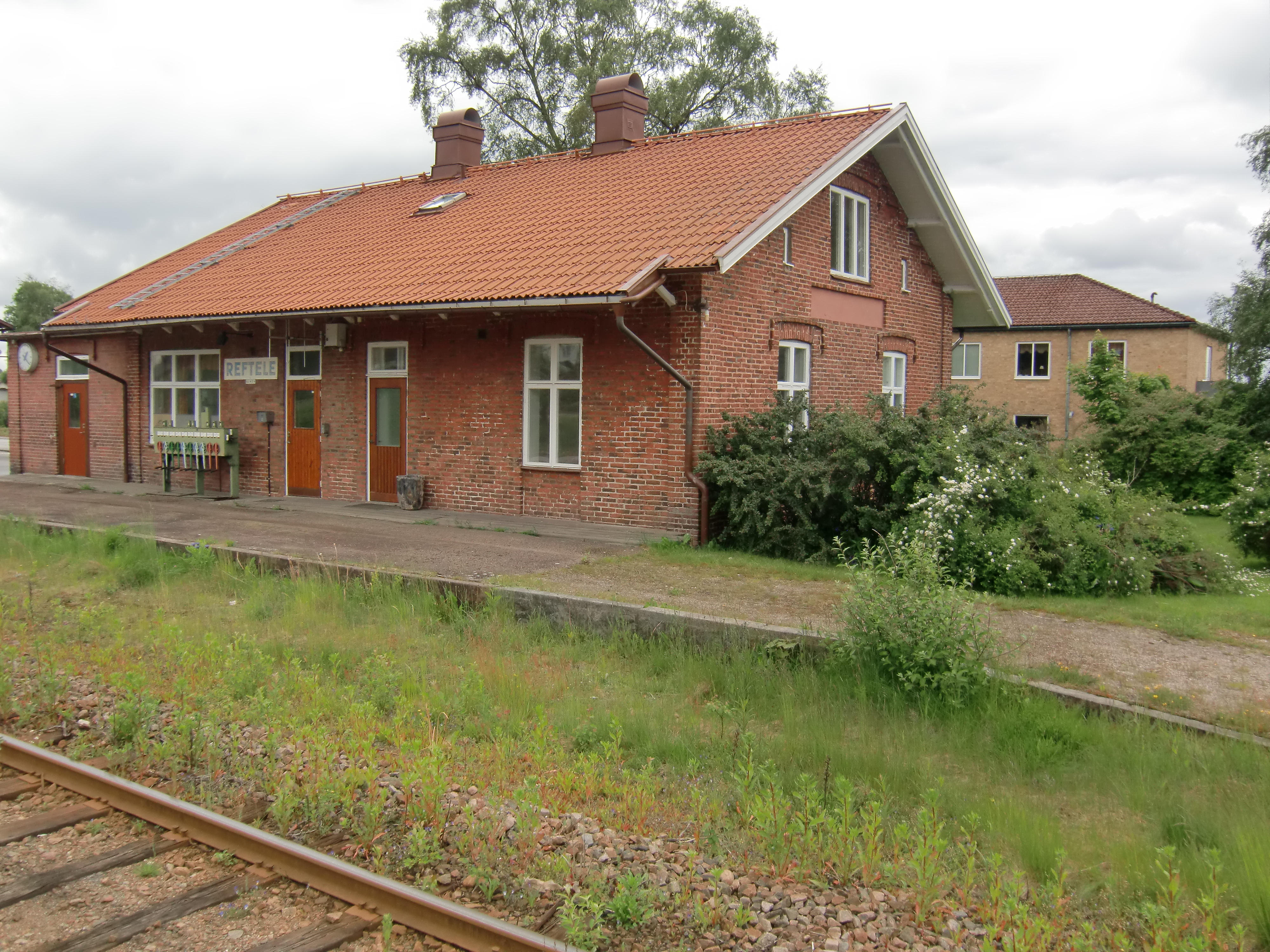
Reftele station
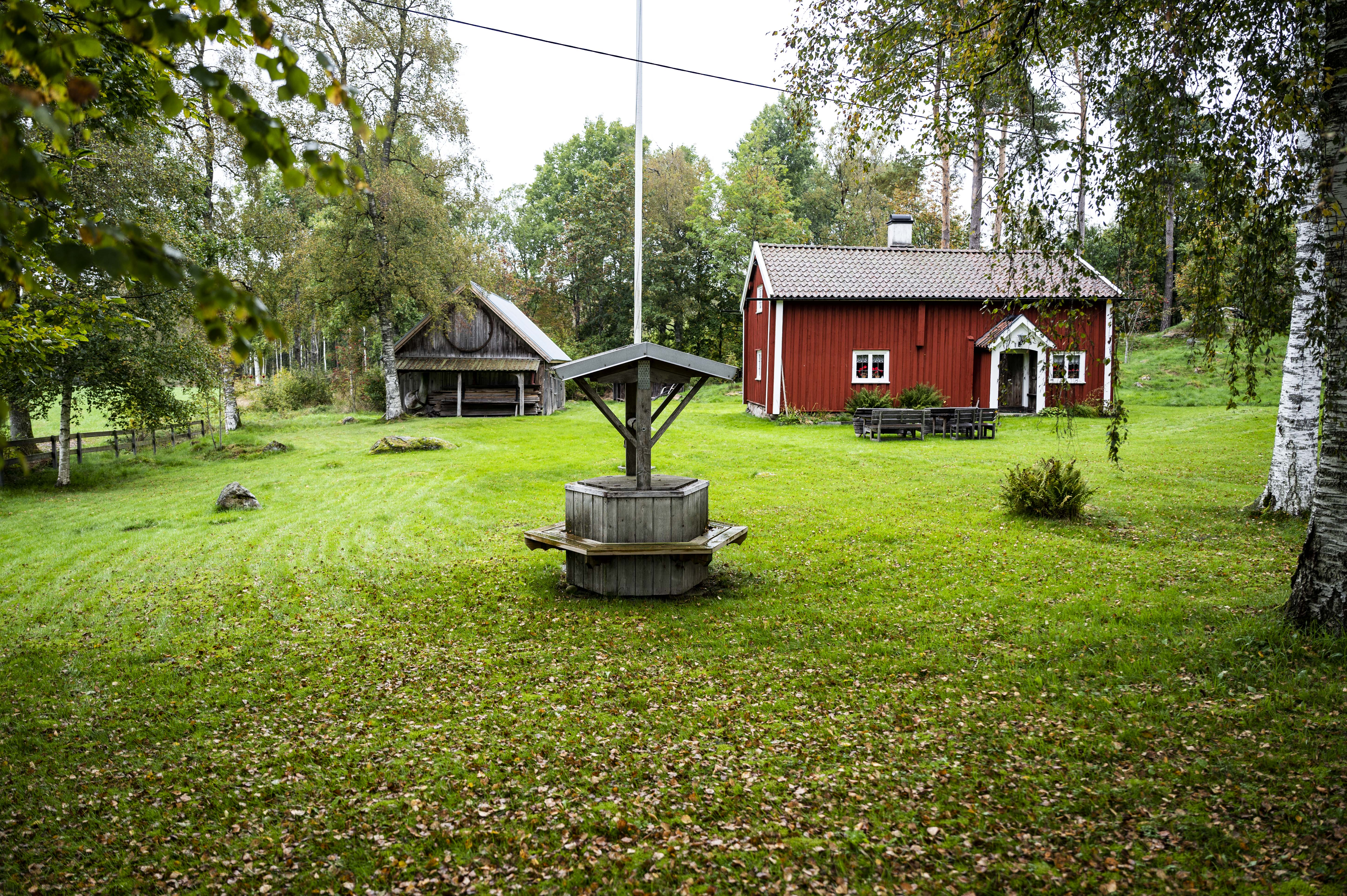
Hembygdsgården i Reftele
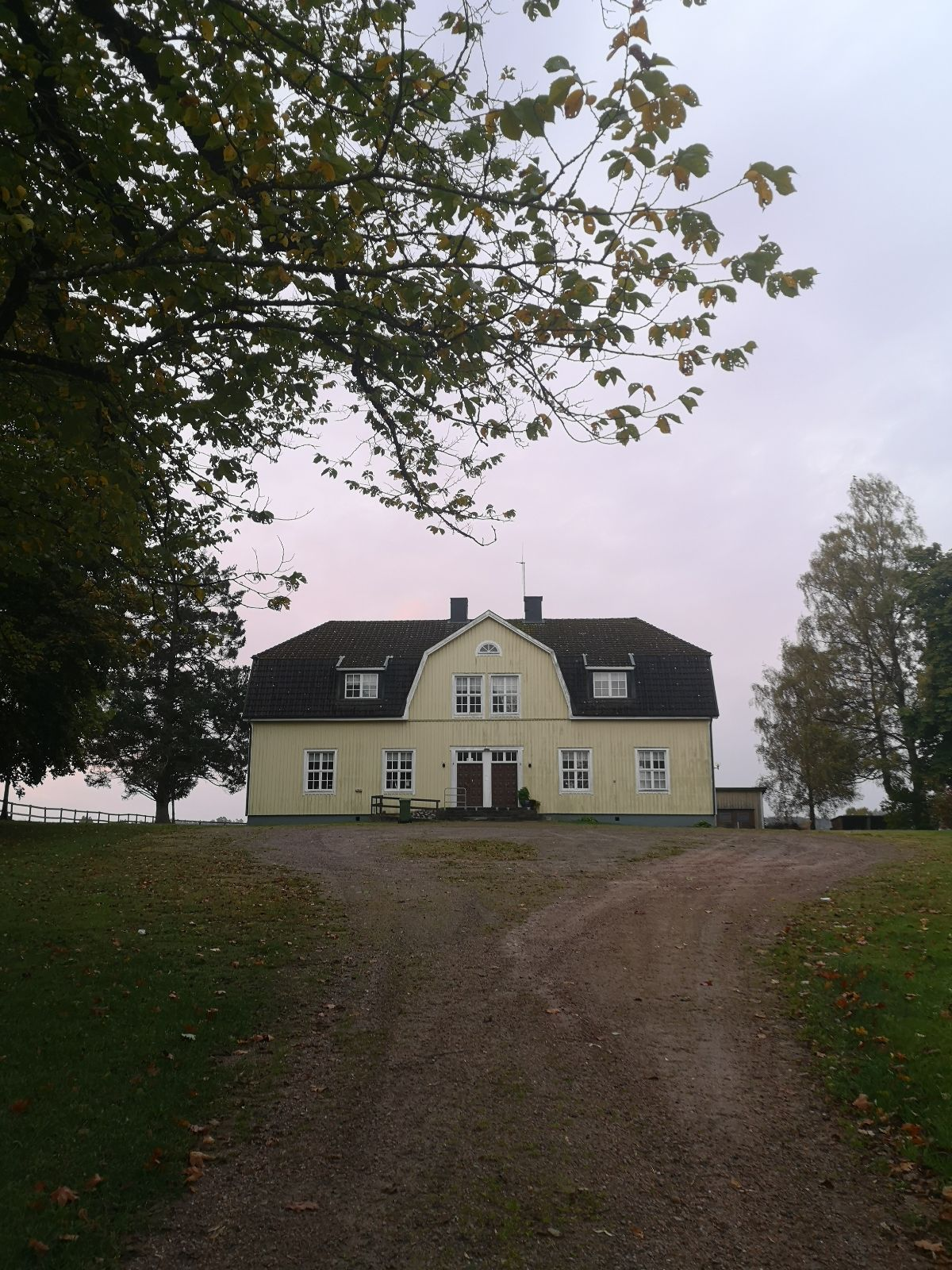
Ölmestads museum, inhyst i gamla Ölmestadskolan
Runstenen vid Brödrahalla
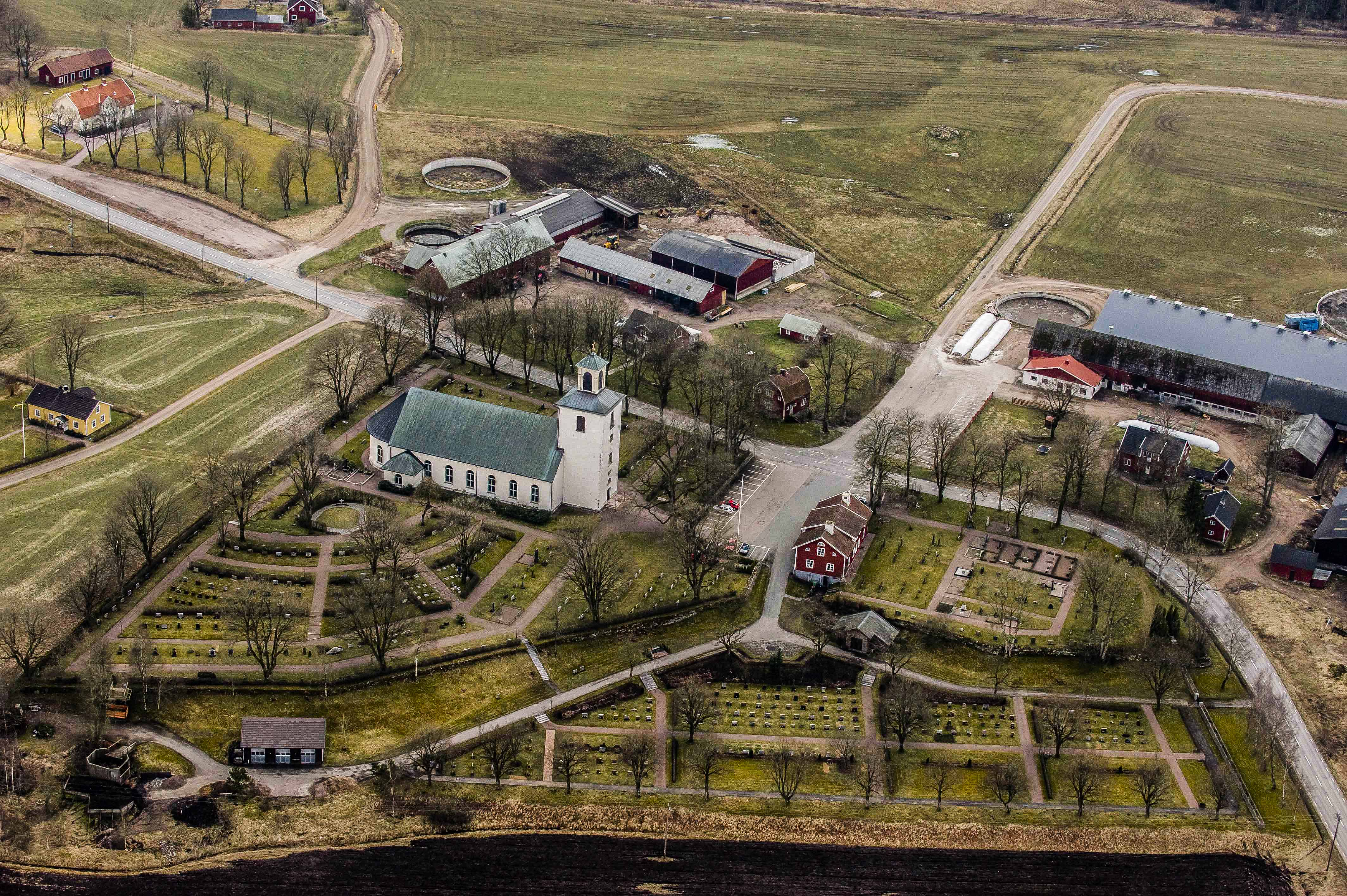
Reftele kyrka. I övre vänstra hörnet skymtas den gamla prästgården och i mitten till vänster anas klockargården. Med på bilden finns också två mjölkgårdar.